# Ivan Matvejevič Vinogradov
Ivan Matvejevič Vinogradov (rusky Иван Матвеевич Виноградов, 14. září 1891 v Pskovské oblasti – 20. března 1983 v Moskvě) byl ruský matematik, jeden ze zakladatelů moderní teorie čísel.
Absolvoval univerzitu v Petrohradě, kde se také v roce 1920 stal profesorem. Je původním editorem rozsáhlé matematické encyklopedie Matematičeskaja encyklopedija.